# Dorothea Carl
Dorothea „Doro“ Carl (* 1962 in Münster) ist eine deutsche Filmemacherin und Künstlerin, die in Hamburg lebt.

## Werdegang
Dorothea Carl studierte Visuelle Kommunikation an der Hochschule für bildende Künste in Hamburg. Sie arbeitet als freie Kamerafrau und Editorin.
Ihr Drehbuch zu Brigitte Kugler wurde 1994 vom Sächsischen Staatsministerium für Wissenschaft und Kunst gefördert. 1997 erhielt sie das Arbeitsstipendium der bildenden Kunst Hamburg. Weitere Förderungen und Auszeichnungen folgten: Seitens der Filmförderungen Hamburg, Schleswig-Holstein wurden bisher die Produktionen Bodenerhebungen, persona non data, Kurze Zukunft, demo_lition und zwischen welten gefördert. Die kulturelle Filmförderung Schleswig-Holstein förderte das Projekt Pausenmusik. Die Kulturbehörde der Freien und Hansestadt Hamburg stellte für Domfrauen, abseits und Transit Exil Mittel bereit, und die Hamburgische Kulturstiftung förderte die Indische Studie und Aus den Tagebüchern der B.K.
Zudem unterrichtet Carl seit 2006 an der KurzFilmSchule in Hamburg. Sie ist Mitglied im Abbildungszentrum und bei ProQuote Regie.

## Filmografie (Auswahl)
- 1989: Abwasch S-8
- 1990: Kuhbergführung
- 1993: Schimmel
- 1994: Das Rätsel der Sphinx
- 2001: Domfrauen
- 2001–2004: Übung zur Gelassenheit
- 2004: KIP-Künstler informieren Politiker
- 2005: Pausenmusik
- 2008: Die kunstrechnungsliebende Societät
- 2009: zwischen welten
- 2011: demo_lition (mit Claudia Reiche)
- 2011: passagen
- 2014: persona non data
- 2015: Kurze Zukunft
- 2016: Bodenerhebungen (mit Claudia Reiche)

## Ausstellungsbeteiligungen (Auswahl)
- 2016: Transit Exil I Installation auf dem Arno-Schmidt Platz, Hamburg
- 2015: Archiv Große Bergstraße Frappant e.V. in der Viktoria-Kaserne
- 2014: Gasthof Worringer Platz I FERNSEHZIMMER I Ticket-Center des Fernbusbahnhofs Düsseldorf, April
- 2014: im Rahmen von freedom roads! bei DECOLONIZE MÜNCHEN I Münchner Stadtmuseum, 25. Oktober 2013 – 23. Februar 2014
- 2011/2013 zwischen welten I Stadtbücherei „Carl von Ossietzky“, Elmshorn
- 2011: demo lition | Galerie M6, puzzelink evidenz.14[1]
- 2010: Was ist Verrat? I thealit Bremen
- 2010: Aussicht auf Veränderungen I Akademie einer anderen Stadt Hamburg
- 2009: Agents & Provocateurs I KIP – Künstler informieren Politiker I HMKV im Dortmunder U 10, Video Institute of Contemporary Art, Dunaújváros, Hungary.
- 2009: Zeichen von Respekt I Akademie einer anderen Stadt Hamburg
- 2009: Streik Academy I thealit Frauenkulturlabor Bremen
- 2008: e-flux videolibrary I Berlin
- 2008: The Mars-Patent The first interplanetarian Exhibition Space on Mars
- 2008: Prototypisieren. Eine Messe für Theorie und Kunst I thealit Frauenkulturlabor Bremen
- 2008: wandsbektransformance – die Gegenwart des Kolonialen I Kunsthaus Hamburg
- 2007: spoil sport I Linda, Hamburg
- 2006: abseits I VideoInstallation puzzelink_evidenz.9
- 2006: urban contact zone I Deichtorhalle Hamburg
- 2004: Kunst-, Kitsch-, Camp & Kirmes I Tilburg (NL)
- 2004: eigenarten I Interkulturelles Festival, Schlachthof HH
- 2003: komme gleich wieder I Kleidertausch im trottoir Hamburg
- 2002: Ganges an der Elbe I trustyourlocalartist HH
- 2002: Indische Studie I Galerie M6, puzzelink_evidenz.5
- 2001: Get that balance I Kampnagel, Hamburg 01
- 2001: Selbstporträt – Elli Esram I Schloß Agathenburg
- 2001: einIräumen I Galerie der Gegenwart, Kunsthalle Hamburg
- 2001: Domfrauen I Heiligengeistfeld Hamburg
- 2001: Stipendiaten I Kunsthaus Hamburg

## Auszeichnungen
- 2016: Auszeichnung der KunstbeutelträgerIn Nr. #3
- 2010: Internationales Kurzfilmfestival München BUNTER HUND 2010 – Publikumspreis Hasso
- 2010: Grenzland Filmtage Selb – Publikumspreis
- 2010: 20min|max – Preis für den besten Dokumentarfilm
- 2002: award at Tokio JVC Videofestival 02